# Gran Premi de Gran Bretanya del 1978

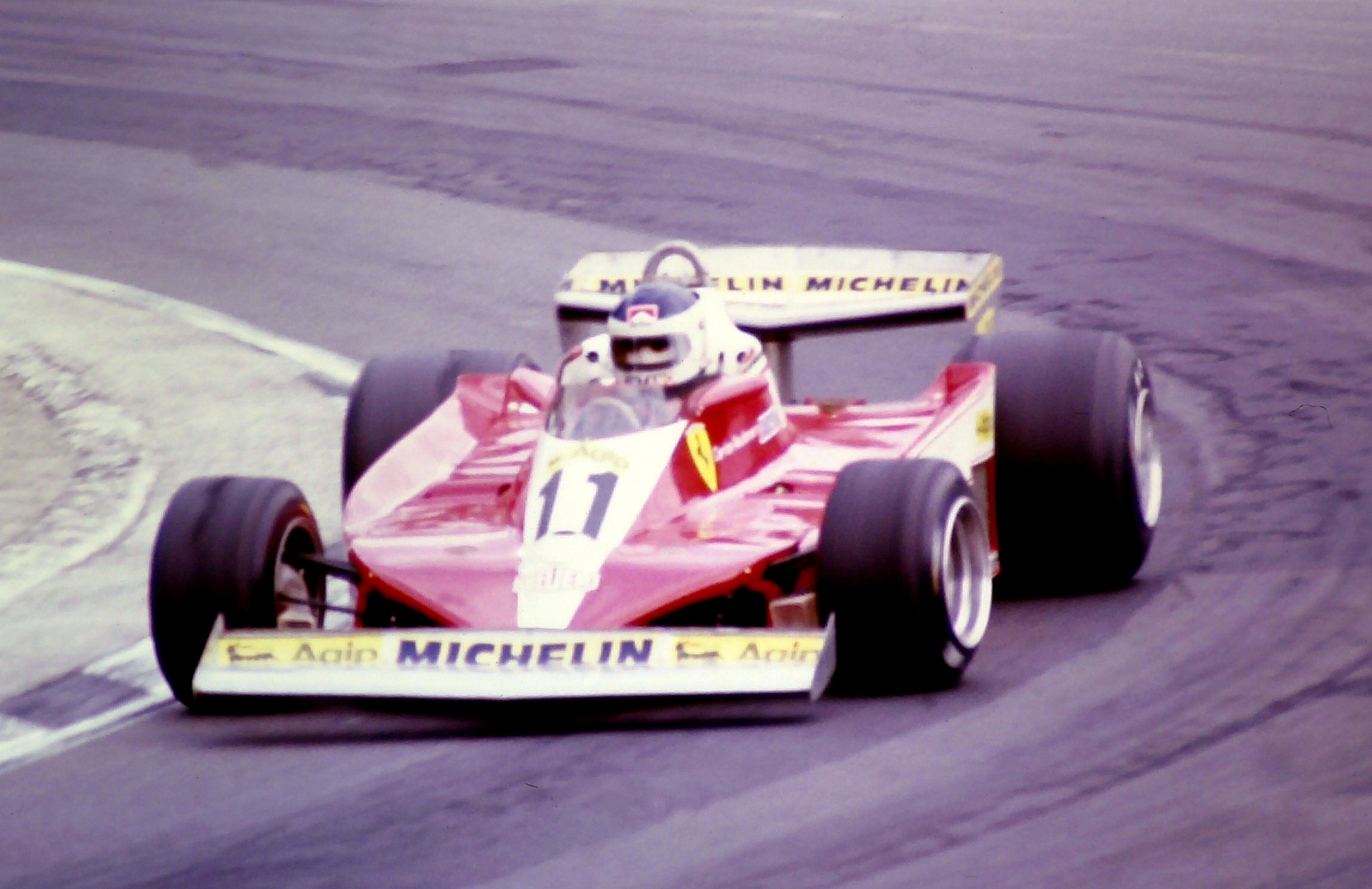
Fotografia de Carlos Reutemann, vencedor de la prova.

Resultats del Gran Premi de la Gran Bretanya de Fórmula 1 de la temporada 1978, disputat al circuit de Brands Hatch el 16 de juliol del 1978.

## Resultats
| Pos | No | Pilot                 | Equip                | Voltes | Temps/ Retirada          | Pos. de sortida | Punts |
| --- | -- | --------------------- | -------------------- | ------ | ------------------------ | --------------- | ----- |
| 1   | 11 | Carlos Reutemann      | Ferrari              | 76     | 1h 42' 12. 39            | 8               | 9     |
| 2   | 1  | Niki Lauda            | Brabham - Alfa Romeo | 76     | + 1.23 s                 | 4               | 6     |
| 3   | 2  | John Watson           | Brabham - Alfa Romeo | 76     | + 37.25 s                | 9               | 4     |
| 4   | 4  | Patrick Depailler     | Tyrrell - Ford       | 76     | + 1' 13.27 min.          | 10              | 3     |
| 5   | 16 | Hans Joachim Stuck    | Shadow - Ford        | 75     | + 1 Volta                | 18              | 2     |
| 6   | 8  | Patrick Tambay        | McLaren - Ford       | 75     | + 1 Volta                | 20              | 1     |
| 7   | 33 | Bruno Giacomelli      | McLaren - Ford       | 75     | + 1 Volta                | 16              |       |
| 8   | 30 | Brett Lunger          | McLaren - Ford       | 75     | + 1 Volta                | 24              |       |
| 9   | 19 | Vittorio Brambilla    | Surtees - Ford       | 75     | + 1 Volta                | 25              |       |
| 10  | 26 | Jacques Laffite       | Ligier - Matra       | 73     | + 3 Voltes               | 7               |       |
| NC  | 9  | Jochen Mass           | ATS - Ford           | 65     | + 11 Voltes              | 26              |       |
| Ret | 10 | Keke Rosberg          | ATS - Ford           | 59     | Suspensions              | 22              |       |
| Ret | 17 | Clay Regazzoni        | Shadow - Ford        | 49     | Caixa canvi              | 17              |       |
| Ret | 15 | Jean Pierre Jabouille | Renault              | 46     | Turbo                    | 12              |       |
| Ret | 35 | Riccardo Patrese      | Arrows - Ford        | 40     | Suspensions              | 5               |       |
| Ret | 3  | Didier Pironi         | Tyrrell - Ford       | 40     | Caixa canvi              | 19              |       |
| Ret | 20 | Jody Scheckter        | Wolf - Ford          | 36     | Caixa canvi              | 3               |       |
| Ret | 14 | Emerson Fittipaldi    | Fittipaldi - Ford    | 32     | Motor                    | 11              |       |
| Ret | 37 | Arturo Merzario       | Merzario - Ford      | 32     | Prob. amb el combustible | 23              |       |
| Ret | 22 | Derek Daly            | Ensign - Ford        | 30     | Rodes                    | 15              |       |
| Ret | 5  | Mario Andretti        | Lotus - Ford         | 28     | Motor                    | 2               |       |
| Ret | 27 | Alan Jones            | Williams - Ford      | 26     | Transmissió              | 6               |       |
| Ret | 12 | Gilles Villeneuve     | Ferrari              | 19     | Transmissió              | 13              |       |
| Ret | 25 | Hector Rebaque        | Lotus - Ford         | 15     | Caixa canvi              | 21              |       |
| Ret | 7  | James Hunt            | McLaren - Ford       | 7      | Accident                 | 14              |       |
| Ret | 6  | Ronnie Peterson       | Lotus - Ford         | 6      | Prob. amb el combustible | 1               |       |
| NVQ | 18 | Rupert Keegan         | Surtees - Ford       |        |                          |                 |       |
| NVQ | 36 | Rolf Stommelen        | Arrows - Ford        |        |                          |                 |       |
| NVQ | 23 | Geoff Lees            | Ensign - Ford        |        |                          |                 |       |
| NVQ | 40 | Tony Trimmer          | McLaren - Ford       |        |                          |                 |       |

## Altres
- Pole: Ronnie Peterson 1' 16. 80

- Volta ràpida: Niki Lauda 1' 18 .60 (a la volta 72)